# Xã Clinton, Quận Rock, Minnesota
Xã Clinton (tiếng Anh: Clinton Township) là một xã thuộc quận Rock, tiểu bang Minnesota, Hoa Kỳ. Năm 2010, dân số của xã này là 277 người.